# Tatarski wał
Wał tatarski (Tamborski wał) – wał ziemny zbudowany w połowie XVII wieku w Wielkim Księstwie Moskiewskim w celu ochrony granic przed najazdami Tatarów krymskich i nogajskich. Pomysłodawcą jego budowy był urzędnik Fiodor Nakwaśny. Budowę rozpoczęto w kwietniu 1647 roku i kontynuowano ją do 1655 roku. Wał miał przekrój trapezu o wysokości 3-4 metrów i szerokości 6 metrów u podstawy i 2 m. na szczycie. Po zewnętrznej stronie wału znajdowały się dwie fosy. Co 10 wiorst znajdowała się wieża strażnicza. Wał przechodził przez współczesny obwód tambowski, obwód lipiecki, obwód woroneski i obwód biełgorodzki.
Obecnie pozostałości są chronione jako zabytek.